# 幾何学模様 (バンド)
幾何学模様は東京出身のサイケデリックロックバンド。海外での表記はKikagaku Moyo。

## 来歴
幾何学模様は2012年の夏、Go Kurosawa(Drums/Vocals)とTomo Katsurada(Guitar/Vocals)の二人をオリジナルメンバーとして活動を開始する。同年、自身のノイズプロジェクトのために自動販売機の音を録音していたKotsu Guy(Bass)が二人と出会い、Daoud(Guitar)が加入し、現在のバンド編成の原型ができ、Manilal Nag師にシタールを師事していたGoの弟であるRyu(Sitar)がインドのKolkataから帰国して後、バンドに加わった。
2015年にGoとTomoはアジアの音楽シーンを世界へ発信することを目的とした音楽レーベル「Guruguru Brain」を立ち上げており、幾何学模様の最新作である「House in the Tall Grass」は2016年5月に同レーベルから発売されている。
ポルトガルのジャズミュージシャン Bruno Pernadas をプロデューサーに迎え制作された最新作『マサナ寺院群』は「Discogs で最も集められた日本産レコード 2018/2019前半」の首位を獲得。2019年にはアメリカ最大級の音楽フェスティバル「Bonnaroo」、ヨーロッパ３大フェスの１つ「Roskilde」などへの出演に加え、Gucciとのビジュアルコラボレーションも行うなど、ジャンルを超えた活動のスケールは拡大を続けている。
2022年1月に、無期限活動休止を発表。同時に、イギリスの世界最大級ロックフェスティバルGlastonbury Festivalやフジロックフェスティバルへの出演も決まり、バンド最期となる欧米を中心としたワールドツアーを発表した。

## ディスコグラフィー
LP
- Kikagaku Moyo (2013, Cosmic Eye/Sound effect/Guruguru Brain)
- Forest of Lost Children (2014, Beyond Beyond is Beyond)
- House in the Tall Grass (2016, Guruguru Brain)
- Masana Temples (2018, Guruguru Brain)
- Kumoyo Island (2022, Guruguru Brain)

Live albums
- Live at Levitation (2021, Reverberation Appreciation Society)

EP
- Mammatus Clouds (2014, Sky Lantern/Captcha/Cardinal Fuzz)
- Stone Garden (2017, Guruguru Brain)
- Deep Fried Grandeur (2021, Husky Pants Records) with Ryley Walker

Split
- "Flujo y Reflujo" Split with Kinski and Kawabata (2015, God Unknown)
- "Spinning Wheel" Split with Moon Duo (2015, Jean Sandwich)
- "Gypsy Davey" / "Mushi No Uta" (2020, Sub Pop)
- "Ouchi Time" (2020, Looking Glass/Mexican Summer)